# 基督教民主主義政黨
世界上有許多基督教民主主義的政黨，以下是其列表：
 阿尔巴尼亚 — 基督教民主黨（Partia Demokristiane）
  — 基督教民主黨
 奥地利 — 奥地利人民党
 比利时
- 法蘭德斯基民黨（Christen-Democratisch en Vlaams, CD&V）
- 法語基督教民主黨（Frenchspeaking Christian Democratic Party）
- 人道民主中心黨 （Centre Démocrate Humaniste, CDH）

 玻利维亚 — 基督教民主黨（Partido Democrata Cristiano）
 智利 — 智利基督教民主党
 捷克 — 基督教民主聯盟-捷克斯洛伐克人民黨（Křesťanská a demokratická unie - Československá strana lidová, KDU-ČSL）
 丹麦 — 基督教民主黨（Kristendemokraterne）
 薩爾瓦多 — 基督教民主黨（Partido Demócrata Cristiano）
 斐济 — 基督教民主聯盟（Veitokani ni Lewenivanua Vakarisito, VLV）—已解散
 芬兰 — 基督教民主黨（Kristillisdemokraatit or Kristdemokraterna）
 法國
- 人民運動聯盟
- 法國民主聯盟（Union pour la Démocratie Française）

 德国
- 基督教民主联盟
- 拜恩基督教社会联盟（巴伐利亞）
- 中央黨
- 基督教民主联盟 (東德)—已解散

 直布罗陀 — 新直布羅陀民主黨（New Gibraltar Democracy）
  — 基督教民主黨（Partido Demócrata Cristiano de Honduras）
 爱尔兰 — 愛爾蘭統一黨（Fine Gael）
 義大利
- 自由同盟 — 中間偏右聯盟（包括兩個基督教民主主義政黨和其他政黨）
  - 意大利力量黨
  - 基督教民主自治黨（Democrazia Cristiana per le Autonomie）
  - 基督徒民主人士聯盟（Unione dei Democratici Cristiani e dei Democratici di Centro）
- 聯盟 — 中間偏左聯盟（包括兩個基督教民主主義政黨和其他政黨）
  - 雛菊黨（Democrazia è Libertà – La Margherita）
  - 人民聯盟—UDEUR（Popolari-UDEUR）
- 基督教民主黨（Democrazia Cristiana）—已解散，分裂為許多其他的基督教民主主義政黨。

 盧森堡 — 基督教社會人民黨（Chrëschtlech Sozial Vollekspartei, CSV）
 墨西哥 — 國家行動黨（Partido Acción Nacional）
 摩尔多瓦 — 基督教民主人民黨（Partidul Popular Creştin Democrat）
 荷蘭
- 基督教民主呼籲（Christen Democratisch Appèl） — 由三個解散的基督教民主主義政黨所組成。
  - 反革命黨（Anti-Revolutionaire Partij ）—已解散
  - 天主教人民黨（Katholieke Volkspartij）—已解散
  - 基督教歷史聯盟（Christian Historical Union）—已解散
- 基督教聯盟（Christian-Historical Union）

 新西兰 — 團結未來紐西蘭黨（United Future New Zealand）
 挪威 — 基督徒人民黨（Kristelig Folkeparti）
 巴拿马 — 基督教民主黨
  — 基督教民主黨
 菲律賓 — 基督教穆斯林民主力量黨（Lakas-Christian Muslim Democrats）
 葡萄牙 — 民主社會人民黨（Partido do Centro Democrático e Social）
 羅馬尼亞 — 基督教民主人民黨（Partidul Popular Creştin-Democrat, PPCD）
薩摩亞 — 基督教民主黨
 塞爾維亞 — 塞爾維亞民主黨（Демохришћанска странка Србије/Demohrišcanska stranka Srbije）
 圣马力诺 — 聖馬利諾基督教民主黨（Partito Democratico Cristiano Sammarinese）
 斯洛伐克
- 斯洛伐克民主和基督教聯盟（Slovenská demokratická a kresťanská únia - Demokratická strana, SDKÚ-DS）
- 基督教民主運動（Kresťanskodemokratické hnutie, KDH）

 斯洛維尼亞 — 新斯洛維尼亞（Nova Slovenija） 
 南非
- 非洲基督教民主黨（African Christian Democratic Party）
- 聯合基督教民主黨（United Christian Democratic Party）

 瑞士
- 瑞士基督教民主人民黨（Christian Democratic People's Party of Switzerland）
- 瑞士人民黨（Evangelical People's Party of Switzerland）

 乌克兰 — 基督教民主聯盟（Християнсько-демократичний союз）
 瑞典 — 基督教民主黨（Kristdemokraterna）
 英国
- 基督教人民聯盟（Christian Peoples Alliance）
- 基督教民主黨

### 其他基督教的政黨
- 基督教傳統黨（Christian Heritage Party） — 在加拿大和紐西蘭的兩個同名政黨

### 哲學
- 基督教
- 基督教民主主義
- 社會保守主義
- 社會市場經濟